# 希弗施塔特
希弗施塔特（發音：[ˈʃɪfɐˌʃtat] ⓘ）是德国莱茵兰-普法尔茨州莱茵-普法尔茨县的城市，面积28.06平方千米，2023年12月31日人口为20,682人。